# Перла (стихотворение)
Вижте пояснителната страница за други значения на Перла.
Перла (на английски: Pearl) е средноанглийско алитеративно стихотворение, написано в късния 14 век. Неговият анонимен автор, наричан „Поетът на Перлата“ или „Поетът на Гауейн“, се приема въз основа на диалекта и стилистични доказателства, че също е автор на „Сър Гауейн и Зеленият рицар“, „Търпение“ и „Чистота“, а може също да е написал и Св. Еркенуалд. Ръкописът „Cotton Nero A.x.“ се намира в Британската библиотека. Перла се възприема като съчетание на елегично стихотворение за изгубената дъщеря на разказвача и алегорично съновидение.

## Структура
Стихотворението се състои от 101 строфи, всеки един от 12 стиха със схема на римата: a b a b a b a b b c b c. Стиховете са групирани в раздели по пет (с изключение на XV, който има шест) и всеки раздел е означен с главна буква в ръкописа; във всеки раздел стиховете са завързани заедно чрез повторението на ключова „свързваща“ дума, която се повтаря в първия ред на следващия раздел. Последната свързваща дума се повтаря в първия ред на цялото стихотворение, сключвайки връзка между двата края на стихотворението и произвеждайки кръгова структура. Алитерация се използва често, но постоянно в стихотворението и има също други изтънчени поетични похвати.
Стихотворението е разделено на три части, въведение, диалог между два основни героя, в който Перла наставлява разказвача, и описание на Новия Йерусалим със събуждането на разказвача.

### Въведение
Раздел I – IV (стихове 1 – 20). Разказвачът, отчаян от загубата на своята Перла заспива в една зелена градина („erber grene“) и започва да сънува. В съня си е отведен в градина от отвъдния свят. Бродейки по брега на красив поток той се убеждава, че раят е на другия бряг. Търсейки брод той вижда млада девойка, която той разпознава като перла. Тя го приветства.

### Диалог
Раздели V-VII (стихове 21 – 35). Когато той пита дали тя е перлата, която е загубил, тя му казва, че не е загубил нищо, че неговата перла е просто роза, която естествено е увехнала. Той иска да премина откъм нейната страна, но тя му казва, че не е толкова лесно, че трябва да се предаде на волята и милостта Божия. Той пита за нейното положение. Тя му казва, че Агнето я е взело за кралица.
Раздели VIII-IX (стихове 36 – 60). Той се чуди дали тя е заменила Мария като небесна кралица. Тя отговаря, че всички са равни членове на тялото Христово и разказва притчата за лозето. Той възразява срещу идеята, че Бог награждава всички еднакво, без оглед на заслугите им. Тя отговаря, че Бог дава същия дар на Христовото изкупление на всички.
Раздели XII-XV (стихове 61 – 81). Тя го наставлява върху няколко аспекта на греха, покаянието, милостта и спасението. Тя носи Скъпоценната перла (Матей 13:45 – 46), защото е измита с кръвта на Агнето и го съветва да изостави всичко и да купи тази перла.

### Описание и събуждане
Раздели XVI – XX (стихове 82 – 101). Той пита за Небесния Йерусалим; тя му казва, че това е града на Бог. Той иска да отиде там; тя казва, че Бог го забранява, но той може да го види по извънредна повеля. Те вървят нагоре по потока и той вижда града отвъд потока, който се описва в перифраза на Откровението. Той вижда също процесия на благословените. Гмуркайки се в реката в отчаянието си да я прекоси, той събужда се от съня обратно в градината и решава да изпълнява волята Божия.